# Descent II
Descent II – gra komputerowa z gatunku strzelanek pierwszoosobowych wyprodukowana przez Parallax Software i wydana przez Interplay Entertainment 30 listopada 1996 na platformie Microsoft Windows. Gracz wciela się w pilota statku kosmicznego.